# FIRAC

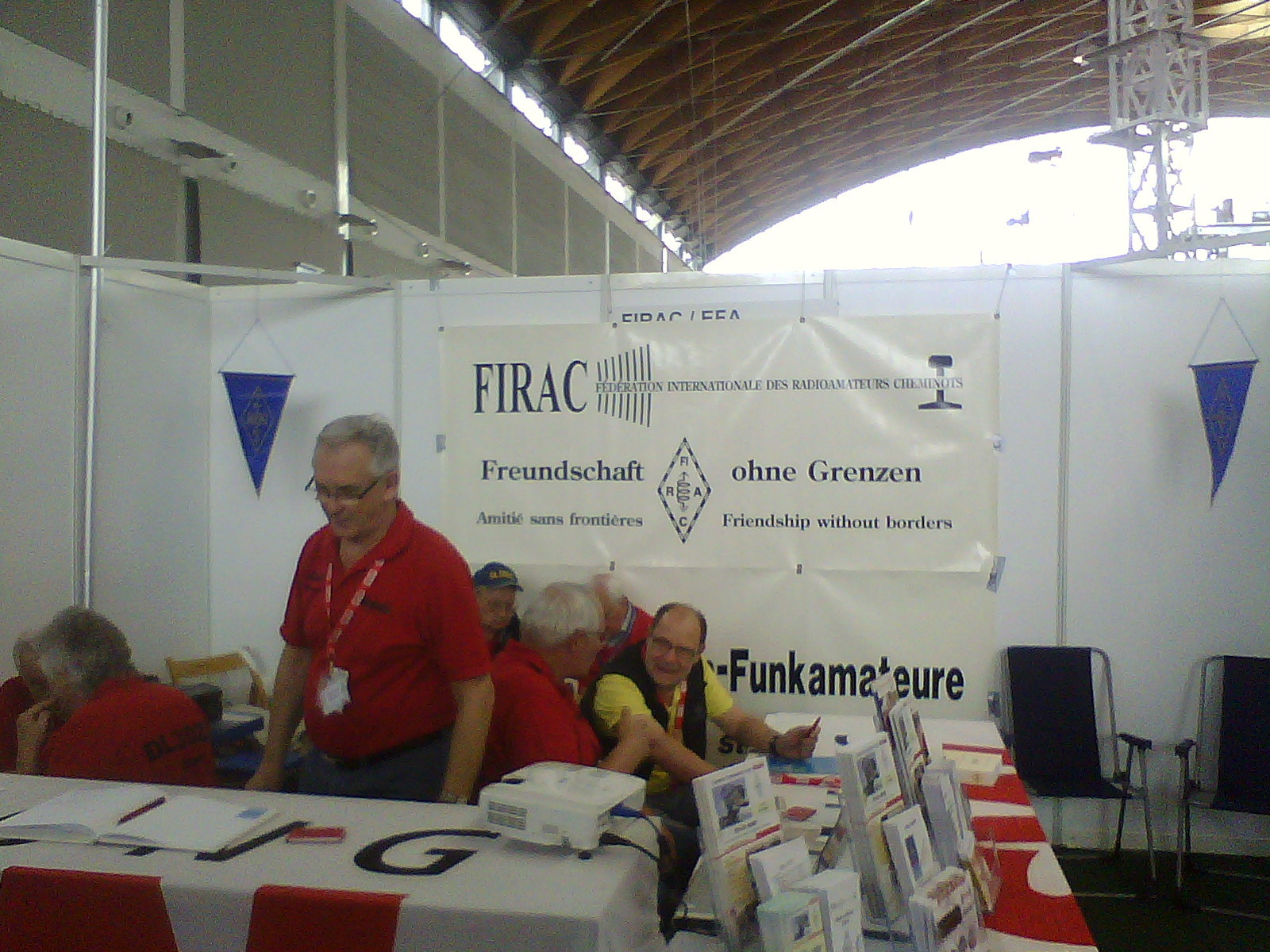
FIRAC-Stand auf der Ham Radio (2013)

Die FIRAC (französisch Fédération internationale des radioamateurs cheminots; „Internationaler Amateurfunkverband der Eisenbahner“) ist ein internationaler Amateurfunk-Dachverband.
Der Verband wurde 1964 in Hamburg gegründet. Ihm gehören Funkamateure an, die im Eisenbahnwesen tätig sind oder waren.

## Organisation
Es bestehen Länderorganisationen in Belgien, Bulgarien, Deutschland, Finnland, Frankreich, Vereinigtes Königreich, Italien, Luxemburg, Norwegen, Österreich, Polen, Rumänien, Schweden, der Schweiz, Slowenien, Tschechien/Slowakei, Ukraine und Ungarn. Eisenbahner aus anderen Ländern können Einzelmitglied direkt bei der FIRAC werden.

## Aktivitäten
Der Verband veranstaltet Funkbetrieb zwischen seinen Mitgliedern, einen jährlichen Kongress, Amateurfunkwettbewerbe und gibt Amateurfunkdiplome heraus.